# هانس كلارين
هانس كلارين (بالألمانية: Hans Clarin)‏ (و. 1929 – 2005 م) هو مؤدي أصوات، وممثل مسرحي، وممثل أفلام، وممثل تلفزي ألماني، ولد في فيلهلمسهافن، توفي في أشآو (إم كيمغآو)، عن عمر يناهز 76 عاماً، بسبب نوبة قلبية.

## التعليم
تعلم في Musisches Gymnasium Frankfurt ‏
.

## جوائز
حصل على جوائز منها:
- جائزة مدخن الغليون للسنة  [لغات أخرى]‏ (1988)[8]
- نيشان استحقاق صليب الضباط لجمهورية ألمانيا الاتحادية
- نيشان استحقاق صليب الضباط لجمهورية ألمانيا الاتحادية
- وسام الاستحقاق البافاري

## وصلات خارجية
- هانس كلارين على موقع IMDb (الإنجليزية)
- هانس كلارين على موقع روتن توميتوز (الإنجليزية)
- هانس كلارين على موقع مونزينجر (الألمانية)
- هانس كلارين على موقع ألو سيني (الفرنسية)
- هانس كلارين على موقع ميوزك برينز (الإنجليزية)
- هانس كلارين على موقع أول موفي (الإنجليزية)
- هانس كلارين على موقع قاعدة بيانات الأفلام السويدية (السويدية)
- هانس كلارين على موقع أول ميوزيك (الإنجليزية)
- هانس كلارين على موقع ديسكوغز (الإنجليزية)
- هانس كلارين على موقع قاعدة بيانات الفيلم (الإنجليزية)